# Aeroportul Treviso
Aeroportul Treviso (IATA: TSF, ICAO: LIPH) este un aeroport din Treviso, Provincia Treviso, Veneto, Italia ce deservește zona Treviso. Aeroportul a fost tranzitat în 2022 de 2.635.172 de pasageri. A fost deschis în 1935 și numit după zona deservită.
Situat la o altitudine de 18 m, aeroportul dispune de 1 pistă. Este operat de Q3959344⁠(d).

## Infrastructură

### Piste
Aeroportul dispune de o singură pistă. Pista 07/25 are suprafața de asfalt și dimensiunile 2.420 m × 45 m. 